# Coleophoma rhododendri
Coleophoma rhododendri är en svampart som beskrevs av Syd. 1936. Coleophoma rhododendri ingår i släktet Coleophoma, divisionen sporsäcksvampar och riket svampar.   Inga underarter finns listade i Catalogue of Life.